# Охус
Охус (швед. Åhus) — город в Швеции в лене Сконе. Расположен в 20 км юго-восточнее Кристианстада, на берегу залива Ханёбуктен Балтийского моря.

## История
Первые упоминания о городе относятся к 1149 году.
В XII веке местечко сильно разрослось, в нём был возведён замок Aose hus и первая каменная церковь. Археологические раскопки указывают на значительную роль порта в истории города. Со Средневековья в городе сохранилась часть доминиканского монастыря, дом Святого Креста (Heligkors hus), капелла госпиталя Святой Анны и руины замка. Кроме того, частично сохранилась городская стена, шедшая вдоль западной и северной частей города.
Большую часть Средневековья город подчинялся духовной власти лундского архиепископа. Городские привилегии Охус получил в 1326 году. После Реформации город стал приходить в упадок и в 1617 году утратил свои привилегии в пользу новозаложенного Кристианстада. Во второй половине XIX века он частично вернул себе былой статус.

## Экономика
Охус, расположенный на берегу бухты Ханёбуктен, является туристическим и курортным центром Швеции, известным благодаря своим песчаным пляжам. Большое значение в экономике города играют компании Åhus Glass AB (производство мороженого) и The Absolut Company (производство водки). Кроме того, важную роль в ней имеет торговый порт Охуса.

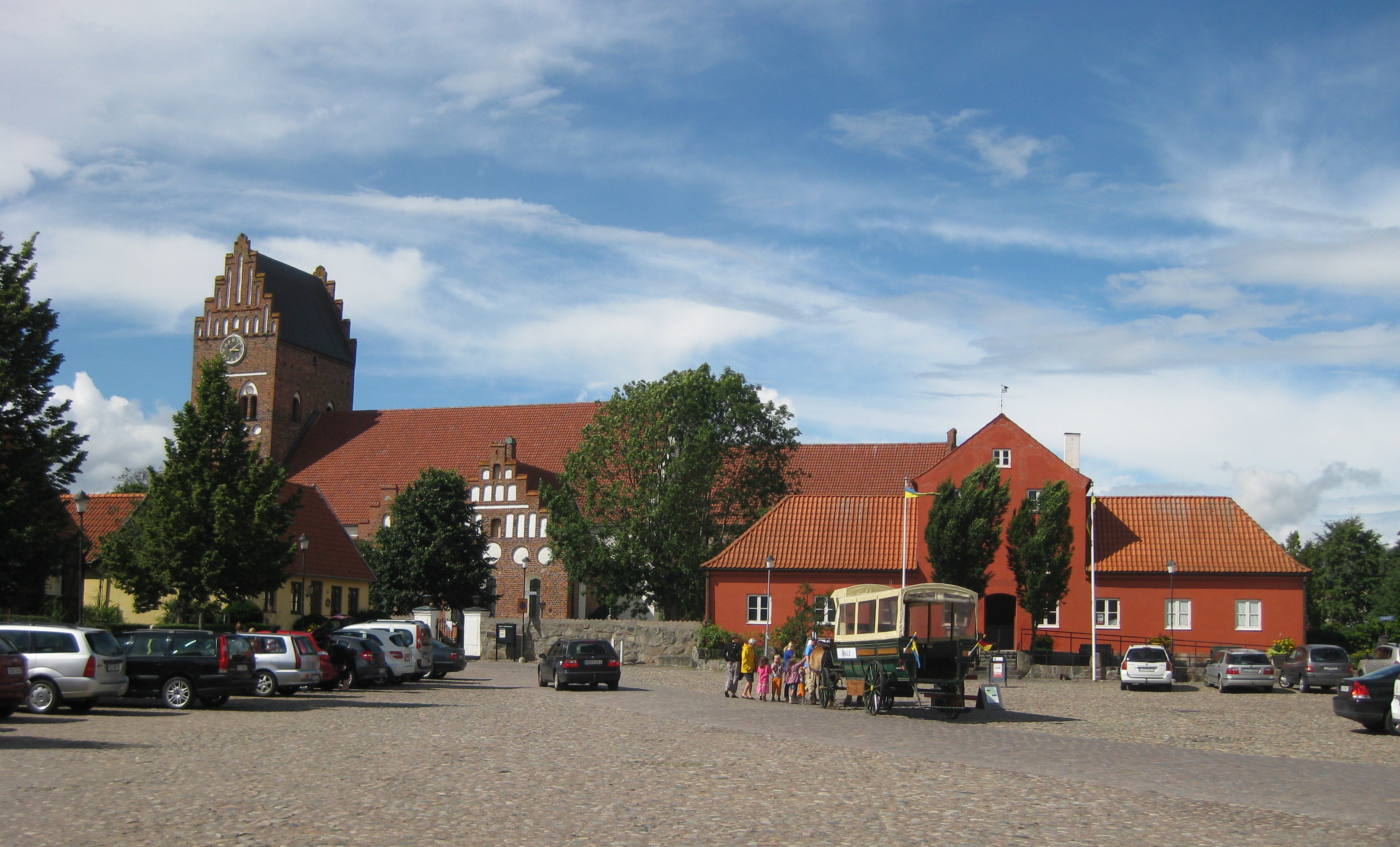
Городская площадь
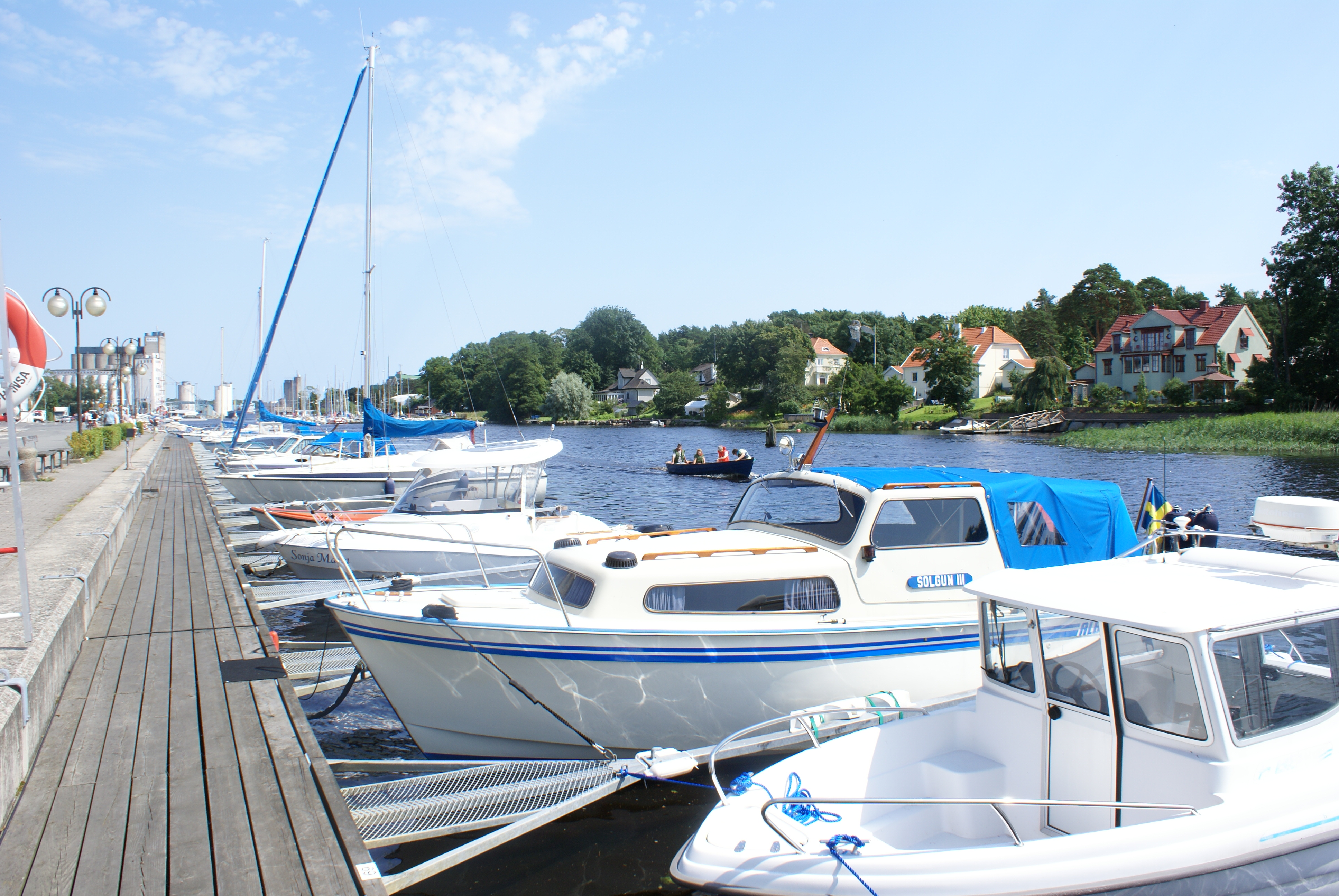
Порт
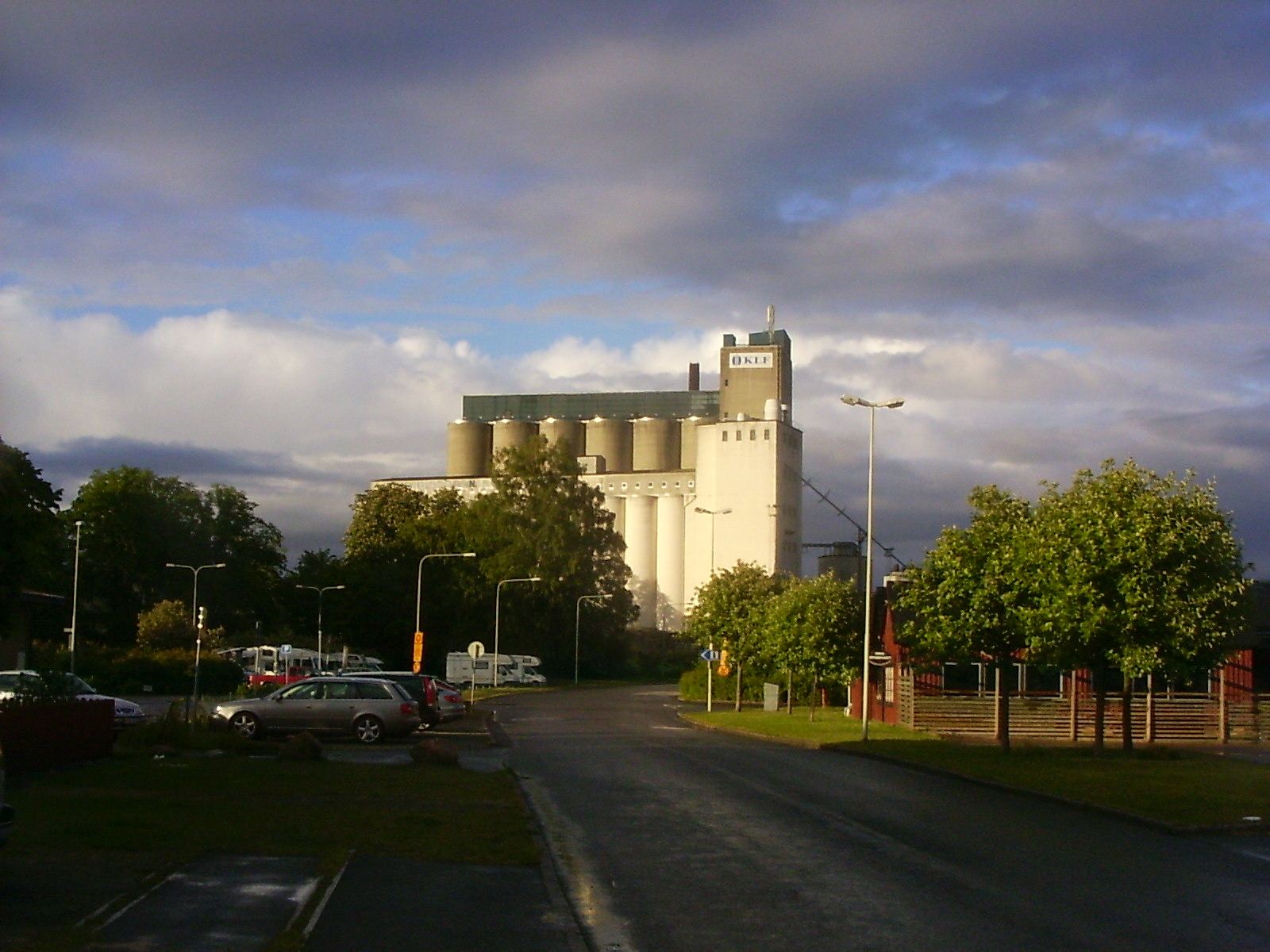
Элеватор в Охусе